# Sue Hammell
Sue Hammell é o actual Membro da Assembleia Legislativa para Surrey-Green Timbers na província canadense da Colúmbia Britânica. Foi eleita para a Assembleia Legislativa nas eleições de 1991 e re-eleita em 1996, mas foi derrotada nas eleições de 2001. Regressou à Assembleia nas eleições de 2005. É membro do Novo partido democrático da Colúmbia Britânica.